# Patty Griffin
Patty Griffin (Old Town, Condado de Penobscot, 16 de março de 1964) é uma cantora norte-americana, eleita "Artista do Ano" em 2007 pela Americana Music Association e vencedora do prémio grammy de Best Traditional Gospel Album, relativo a 2010, com Downtown Church.

## Discografia

### Álbuns
- 1996: Living with Ghosts
- 1998: Flaming Red
- 2000: Silver Bell
- 2002: 1000 Kisses
- 2003: A Kiss in Time
- 2004: Impossible Dream
- 2007: Children Running Through
- 2010: Downtown Church
- 2013: American Kid

### Colaborações
- Live at the World Cafe: Vol. 5 (1997, World Cafe Records) – "Every Little Bit"
- Lilith Fair: A Celebration of Women in Music (1998) – "Cain" (1997)
- Live at the World Café: Vol. 15 – Handcrafted (2002) – "Rain"
- 107.1 KGSR Radio Austin – Broadcasts Vol.10 (2002) – "Rain"
- Elizabethtown Soundtrack (2005, RCA Records) – "Long Ride Home", "Moon River"
- Griffin & Phoenix Soundtrack (2003, Ato) - "Rain", "Nobody's Cryin'"
- Oh Happy Day: An All-Star Music Celebration (2009, EMI Gospel/Vector Recordings) – "Waiting For My Child To Come Home" (com Mavis Staples e Tri-City Singers)
- Live at the World Cafe: Vol. 16 – Sweet Sixteen  (World Cafe Records) – "Makin' Pies"
- Big Dreams & High Hopes (2009 Jack Ingram) – "Seeing Stars"
- Band Of Joy (2010 Robert Plant)